# Terniwka (Tscherkassy)
Terniwka (ukrainisch Тернівка; russisch Терновка Ternowka) ist ein Dorf im Südosten der ukrainischen Oblast Tscherkassy mit etwa 1000 Einwohnern.

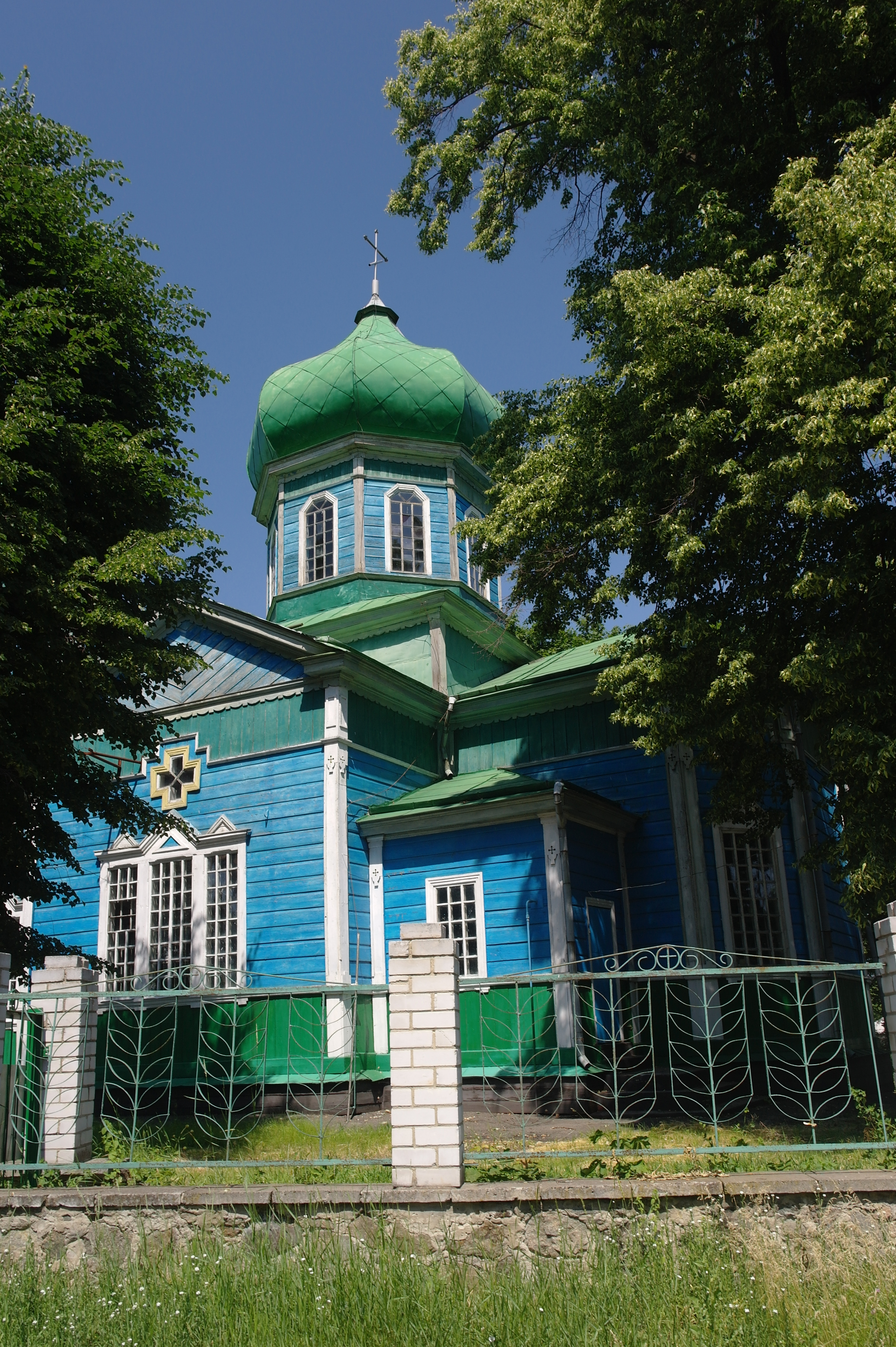
Kirche im Ort

Das Dorf wurde Ende des 16. Jahrhunderts gegründet und liegt am Fluss Hynlyj Taschlyk (Гнилий Ташлик), 37 Kilometer südwestlich der Rajons- und Oblasthauptstadt Tscherkassy, die ehemalige Rajonshauptstadt Smila befindet sich 9 Kilometer nördlich des Ortes.

## Verwaltungsgliederung
Am 12. Juli 2018 wurde das Dorf zum Zentrum der neugegründeten Landgemeinde Terniwka (Тернівська сільська громада/Terniwska silska hromada). Zu dieser zählten auch die 4 in der untenstehenden Tabelle aufgelisteten Dörfer sowie die Ansiedlungen Cholodnjanske und Tscherwone, bis dahin bildete es die gleichnamige Landratsgemeinde Terniwka (Тернівська сільська рада/Terniwska silska rada) im Südosten des Rajons Smila.
Am 12. Juni 2020 kam noch das Dorf Pastyrske und die Ansiedlung Bohunowe zum Gemeindegebiet.
Am 17. Juli 2020 kam es im Zuge einer großen Rajonsreform zum Anschluss des Rajonsgebietes an den Rajon Tscherkassy.
Folgende Orte sind neben dem Hauptort Terniwka Teil der Gemeinde:
| Name                     | Name          | Name                              |
| ukrainisch transkribiert | ukrainisch    | russisch                          |
| ------------------------ | ------------- | --------------------------------- |
| Bohunowe                 | Богунове      | Богуново (Bogunowo)               |
| Cholodnjanske            | Холоднянське  | Холоднянское (Cholodnjanskoje)    |
| Mala Smiljanka           | Мала Смілянка | Малая Смелянка (Malaja Smeljanka) |
| Mykolajiwka              | Миколаївка    | Николаевка (Nikolajewka)          |
| Pastyrske                | Пастирське    | Пастырское (Pastyrskoje)          |
| Popiwka                  | Попівка       | Поповка (Popowka)                 |
| Serdjukiwka              | Сердюківка    | Сердюковка (Serdjukowka)          |
| Tscherwone               | Червоне       | Червоное (Tscherwonoje)           |